# Roppentzwiller
Roppentzwiller (deutsch Roppenzweiler) ist eine französische Gemeinde mit 665 Einwohnern (Stand 1. Januar 2022) im Département Haut-Rhin in der Europäischen Gebietskörperschaft Elsass und in der Region Grand Est. Sie gehört zum Kanton Altkirch und zum Kommunalverband Sundgau.

## Geografie
Roppentzwiller liegt im Tal der Ill im Sundgau. Nachbargemeinden sind Durmenach, Muespach, Riespach, Vieux-Ferrette und Waldighofen. 
Roppentzwiller liegt im lössbedeckten Sundgauer Tertiärhügelland im Bereich der unter der Lössdecke lagernden Sundgauschotter, der Hinterlassenschaft einer einst (im Pliozän und Altpleistozän) zur Saône hin entwässernden Ur-Aare. Unter den die oberenTalhänge bildenden Sundgauschottern liegen die sandig-mergeligen Schichten der oligozänen Elsässer Molasse (Molasse alsacienne).

## Geschichte
Der Name Roppentzwiller ist germanischen Ursprungs und wird im Jahre 1290 als Ropertzwilr zum ersten Mal urkundlich im „roten Buch des Klosters Gnadenthal“ erwähnt, das sich im Archiv der Stadt Basel befindet. Der Name setzt sich aus „Weiler“ und dem Namen „Robert“ zusammen, bedeutet also „Roberts Weiler“. Bis 1324 gehörte der Ort zur Grafschaft Pfirt und kam dann durch die Heirat der Johanna von Pfirt mit Herzog Albrecht II. von Österreich an Habsburg. Im Westfälischen Frieden 1648 ging das Dorf mit dem gesamten habsburgischen Besitz im Elsass an die französische Krone.
Es ist nicht bekannt, ob die Basler Truppen außer den umliegenden Ortschaften Dürmenach und Waldighofen auch Roppenzweiler verwüsteten, nachdem Ulrich II., Graf von Pfirt (1227–1275), Vasall des Bischofs von Basel geworden war, der die Ortschaften daraufhin belehnte.
Kirchlich war Roppentzwiller zuerst Filial von Steinsoultz, dann von Durmenach; selbständige Pfarrei wurde es erst 1840.
Roppentzwiller ist einer der wenigen Orte im Sundgau mit einer nennenswerten Industriegeschichte. Ende 18. Jahrhundert wurde hier eine Papiermühle gegründet, die 1804 vom Rixheimer Tapetenfabrikanten Jean Zuber übernommen wurde und die bis 1840 existierte. 1845 ließ sich die bis zu 800 Arbeitskräfte beschäftigende mechanische Weberei Schlumberger und Steiner in Roppentzwiller nieder. Deren Nachfolger wurde 1963 die Nylonstoffe produzierende Firma Lang. Die nachfolgende Matratzenfirma hat 2018 die Produktion am Ort eingestellt. 

## Bevölkerungsentwicklung
| Jahr      | 1962 | 1968 | 1975 | 1982 | 1990 | 1999 | 2007 | 2018 |
| Einwohner | 583  | 623  | 624  | 708  | 736  | 665  | 753  | 695  |

## Wappen
Das Wappen der Gemeinde zeigt einen silbernen Schwan auf rotem Grund. Der Schwan geht zur rechten Seite des Schildes. An der Spitze des Schildes befindet sich ein Stern mit acht goldenen Strahlen.

## Bauwerke
Die schlichte Pfarrkirche Johannes der Täufer (St.-Jean-Baptiste) von 1875 mit dem Turm von 1882. Altarbilder von Carola Sorg.
Das Schulhaus von 1907 ist ein sachlicher Walmdachbau mit gequaderten Lisenen und einem Rustikasockel.
Die alte Mühle: Das gemauerte Erdgeschoss um 1600, das Fachwerkgeschoss jünger (18. Jahrhundert?)

Einige gut erhaltene Fachwerkbauten in Stockwerkbauweise aus dem 19. und 18. Jahrhundert. Das Haus Rue de la Traversière Nr. 154 noch in der altertümlichen Ständerbauweise.

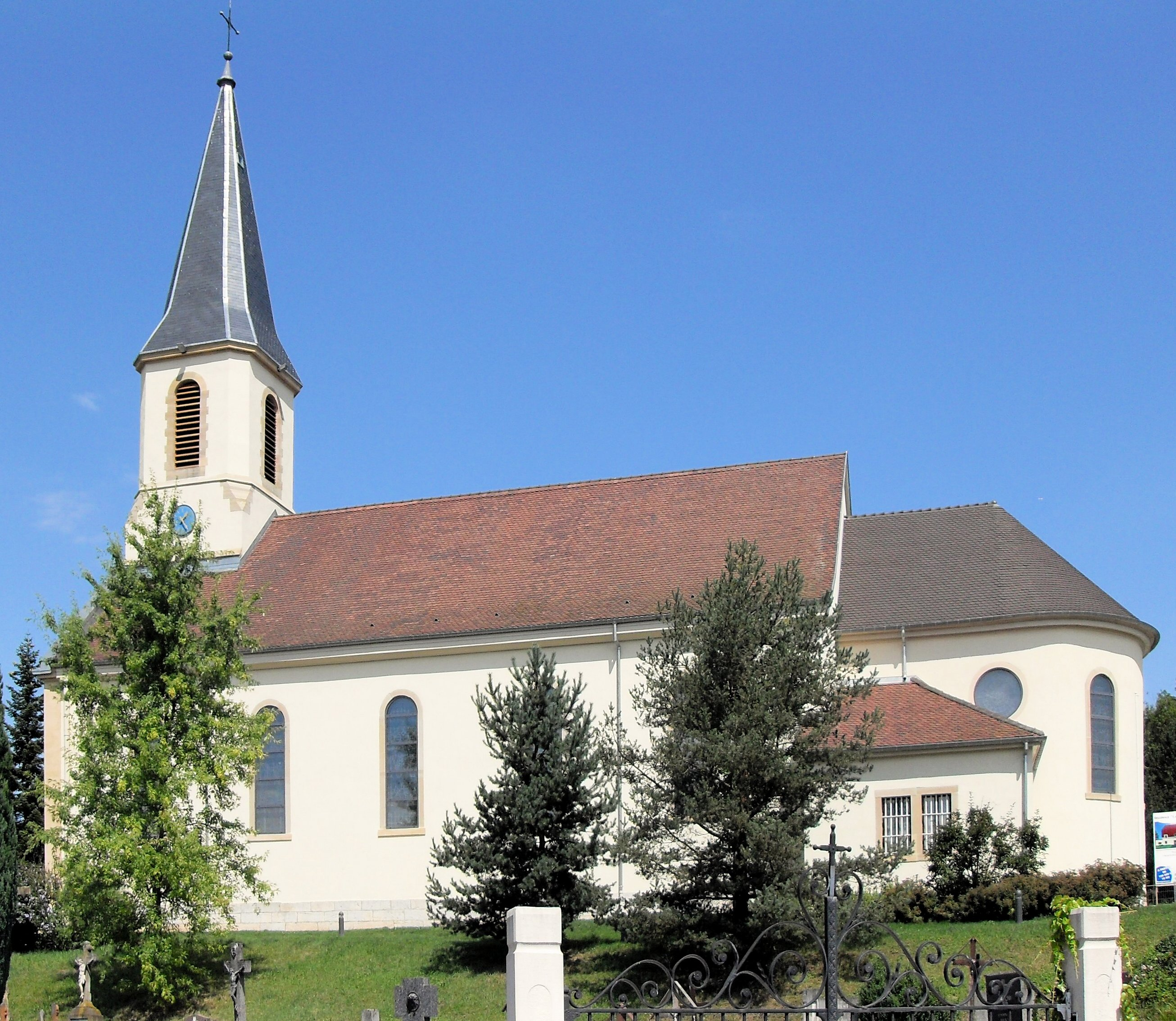
Südseite der Kirche
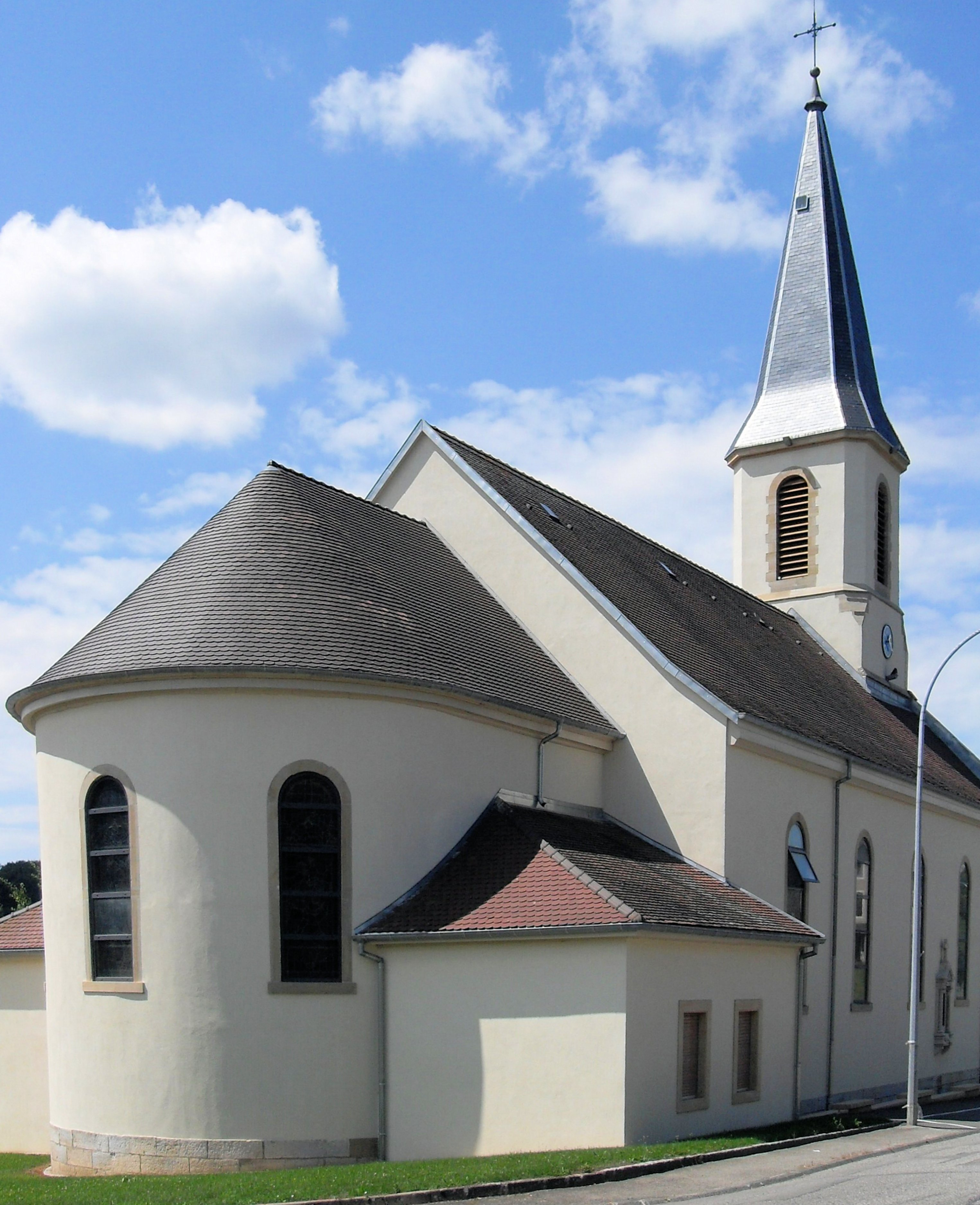
Ostseite der Kirche
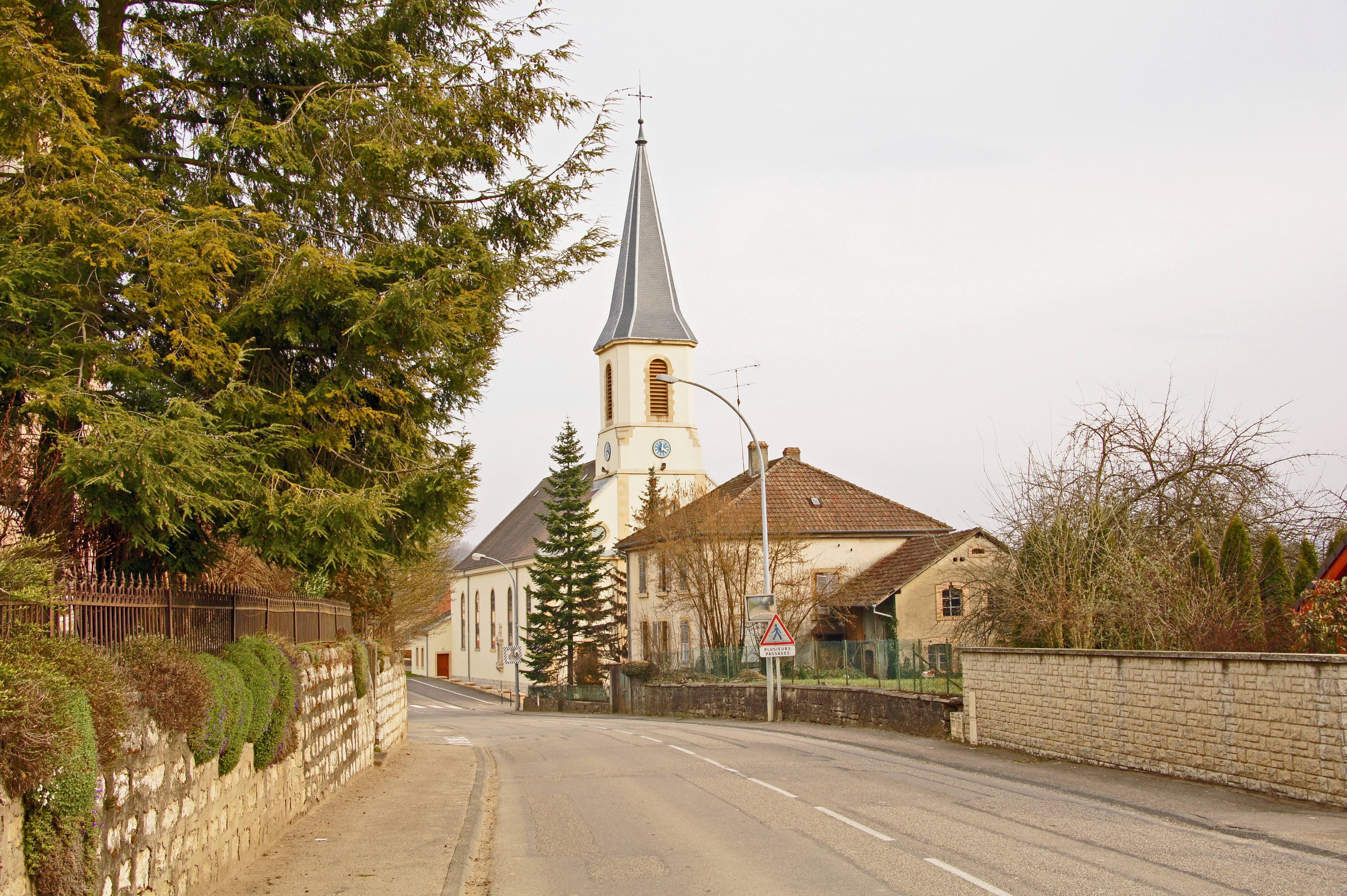
Rue Principale (Hauptstraße) in Roppentzwiller

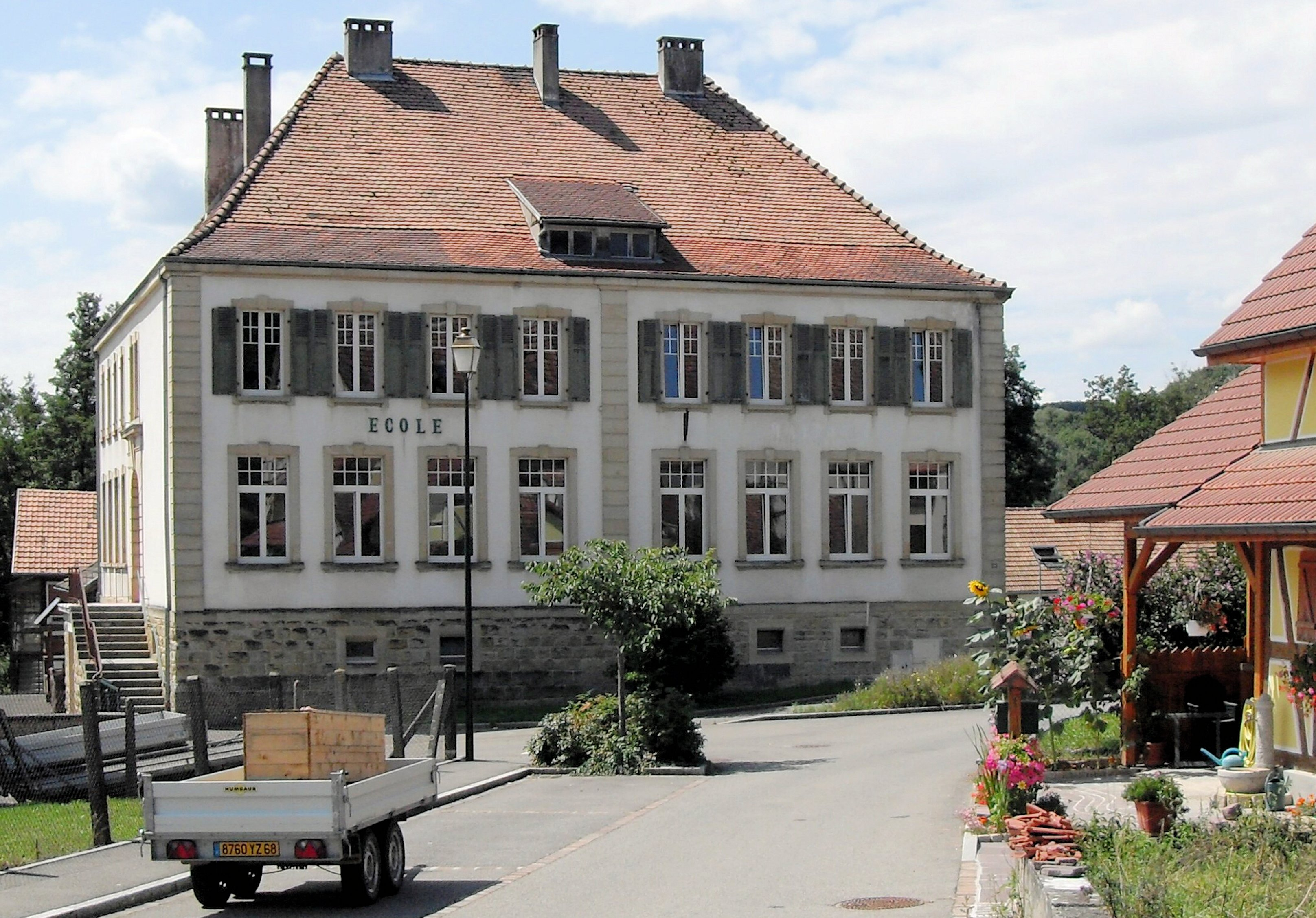
Grundschule

## Wirtschaft und Infrastruktur
Es gibt einen Kindergarten und eine Grundschule in Roppentzwiller. Nach Absolvierung der Grundschule besuchen die Schüler die weiterführende Schule in Ferrette.
Wichtige Erwerbszweige in Roppentzwiller sind Ackerbau und die Zucht von Hausrindern. Außerdem gab es eine Matratzenfabrik vor Ort.
Die Gemeinde besaß einen Bahnhof an der Bahnstrecke Altkirch–Pfirt von 1892 an. Der Personenverkehr wurde 1953 stillgelegt. Der letzte Güterzug verkehrte 1968, anschließend wurde die Strecke ab Hirsingue stillgelegt. Das Bahnhofsgebäude ⊙ ist erhalten geblieben und dient heute als Wohnhaus.